# Acocksacris
Acocksacris is een geslacht van rechtvleugeligen uit de familie veldsprinkhanen (Acrididae). De wetenschappelijke naam van dit geslacht is voor het eerst geldig gepubliceerd in 1958 door Dirsh.

## Soorten
Het geslacht Acocksacris omvat de volgende soorten:
- Acocksacris carpi Brown, 1962
- Acocksacris geyeri Brown, 1962
- Acocksacris karasensis Brown, 1962
- Acocksacris karruensis Dirsh, 1958
- Acocksacris namibensis Brown, 1962